# Filmes de 1955 da Republic Pictures

## Introdução
Em 1955, a Republic Pictures lançou 34 produções.
Como já vinha acontecendo há alguns anos, vários lançamentos eram de filmes europeus, cujos direitos de distribuição nos Estados Unidos foram adquiridos pelo estúdio.
Depois dos faroestes B, encerrados no ano anterior, chegou a hora da Republic despedir-se dos seriados. O último produzido foi o policial King of the Carnival, ambientado em um circo. O gênero, antes tão popular mas agora agonizante, morreria de vez após a Columbia lançar os derradeiros Perils of the Wilderness e Blazing the Overland Trail no ano seguinte.
Outra despedida foi a da série de curtas-metragens This World of Ours, produzida em Trucolor por Carl Dudley desde 1950.
Nenhum filme recebeu indicações ao Oscar.

## Prêmios Oscar
Vigésima oitava cerimônia, com os filmes exibidos em Los Angeles no ano de 1955.
| Nenhuma produção recebeu quaisquer indicações |
| --------------------------------------------- |

## Seriados do ano
| Título original           | Título PT/BR        | Título PT/PT | Astro          | Diretor         | Episódios | Gênero   |
| ------------------------- | ------------------- | ------------ | -------------- | --------------- | --------- | -------- |
| King of the Carnival      | A Marca da Vingança |              | Harry Lauter   | Franklin Adreon | 12        | Policial |
| Panther Girl of the Kongo | A Mulher Pantera    |              | Phyllis Coates | Franklin Adreon | 12        | Aventura |

## Filmes do ano
| Título original              | Título PT/BR             | Título PT/PT             | Astros                                  | Diretor              | Gênero     |
| ---------------------------- | ------------------------ | ------------------------ | --------------------------------------- | -------------------- | ---------- |
| African Manhunt              | Demônio das Selvas       |                          | Myron Healey, Karin Booth               | Seymour Friedman     | Aventura   |
| Le Avventure di Mandrin      | O Lendário Mandrin       | A Aventura de Mandrin    | Raf Vallone, Jacques Castelot           | Mario Soldati        | Aventura   |
| Carolina Cannonball          |                          |                          | Judy Canova, Andy Clyde                 | Charles Lamont       | Comédia    |
| City of Shadows              | Homens Perversos         |                          | Victor McLaglen, John Baer              | William Witney       | Policial   |
| Cross Channel                | Cinturão da Morte        |                          | Wayne Morris, Yvonne Furneaux           | R. G. Springsteen    | Policial   |
| A Day to Remember            | O Dia Inesquecível       |                          | Stanley Holloway, Donald Sinden         | Ralph Thomas         | Drama      |
| The Divided Heart            | Corações em Angústia     | Deem-Me o Meu Filho      | Cornell Borchers, Yvonne Mitchell       | Charles Crichton     | Drama      |
| Doctor in the House          | Rivais na Conquista      |                          | Dirk Bogarde, Muriel Pavlow             | Ralph Thomas         | Comédia    |
| Double Jeopardy              | Refém do Passado         |                          | Rod Cameron, Gale Robbins               | R. G. Springsteen    | Policial   |
| The Eternal Sea              | Gigante dos Mares        | O Gigante dos Mares      | Sterling Hayden, Alexis Smith           | John H. Auer         | Guerra     |
| The Fighting Chance          | Ambição Desenfreada      |                          | Rod Cameron, Julie London               | William Witney       | Drama      |
| The Green Buddha             |                          |                          | Wayne Morris, Mary Germaine             | John Lemont          | Policial   |
| Headline Hunters             | Assassinos Desalmados    |                          | Rod Cameron, Julie Bishop               | William Witney       | Drama      |
| I Cover the Underworld       | Corrompidos pelo Crime   |                          | Sean McClory, Joanne Jordan             | R. G. Springsteen    | Policial   |
| I Misteri della Giungla Nera |                          |                          | Giorgio Venturini, Ralph Murphy         | Gian Paolo Callegari | Aventura   |
| In Old Vienna                |                          |                          | Robert Killick, Heinz Roettinger        | --                   | Drama      |
| The Last Command             | A Última Barricada       | A Última Barricada       | Sterling Hayden, Anna Maria Alberghetti | Frank Lloyd          | Faroeste   |
| Lay That Rifle Down          |                          |                          | Judy Canova, Robert Lowery              | Charles Lamont       | Comédia    |
| A Man Alone                  | Um Homem Solitário       | O Homem Solitário        | Ray Milland, Mary Murphy                | Ray Milland          | Faroeste   |
| No Man's Woman               | Mulher sem Alma          |                          | Marie Windsor, John Archer              | Franklin Adreon      | Mistério   |
| The Road to Denver           | Renegado Impiedoso       | O Renegado Cruel         | John Payne, Mona Freeman                | Joseph Kane          | Faroeste   |
| Santa Fe Passage             | Massacre Traiçoeiro      | Massacre Traiçoeiro      | John Payne, Faith Domergue              | William Witney       | Faroeste   |
| Secret Venture               |                          |                          | Kent Taylor, Jane Hylton                | R. G. Springsteen    | Espionagem |
| The Square Ring              | Punhos Traiçoeiros       |                          | Jack Warner, Robert Beatty              | Michael Relph        | Drama      |
| Timberjack                   | Os Tiranos Também Morrem | Os Tiranos Também Morrem | Sterling Hayden,Vera Ralston            | Joseph Kane          | Faroeste   |
| Trouble in Store             | Norman, O Recruta Biruta | A Loja do Doido          | Norman Wisdom, Moira Lister             | John Paddy Carstairs | Comédia    |
| The Twinkle in God's Eye     |                          |                          | Mickey Rooney, Coleen Gray              | George Blair         | Faroeste   |
| The Vanishing American       | O Derradeiro Levante     |                          | Scott Brady, Audrey Totter              | Joseph Kane          | Faroeste   |
| Yellowneck                   | Os Cinco Desertores      | Patrulha de Cobardes     | Lin McCarthy, Stephen Courtleigh        | R. John Hugh         | Aventura   |

## Outros
| Título                                     | Direção     | Duração   | Gênero  |
| ------------------------------------------ | ----------- | --------- | ------- |
| This World of Ours -- Caribbean Sky Cruise | Carl Dudley | 9 minutos | Turismo |
| This World of Ours -- Turkey               | Carl Dudley | 9 minutos | Turismo |
| This World of Ours -- Venezuela            | Carl Dudley | 9 minutos | Turismo |